# 1893 en mathématiques
| Années des mathématiques : 1890 - 1891 - 1892 - 1893 - 1894 - 1895 - 1896    |
| Décennies des mathématiques : 1860 - 1870 - 1880 - 1890 - 1900 - 1910 - 1920 |

Cet article présente les faits marquants de l'année 1893 en mathématiques.

## Évènements

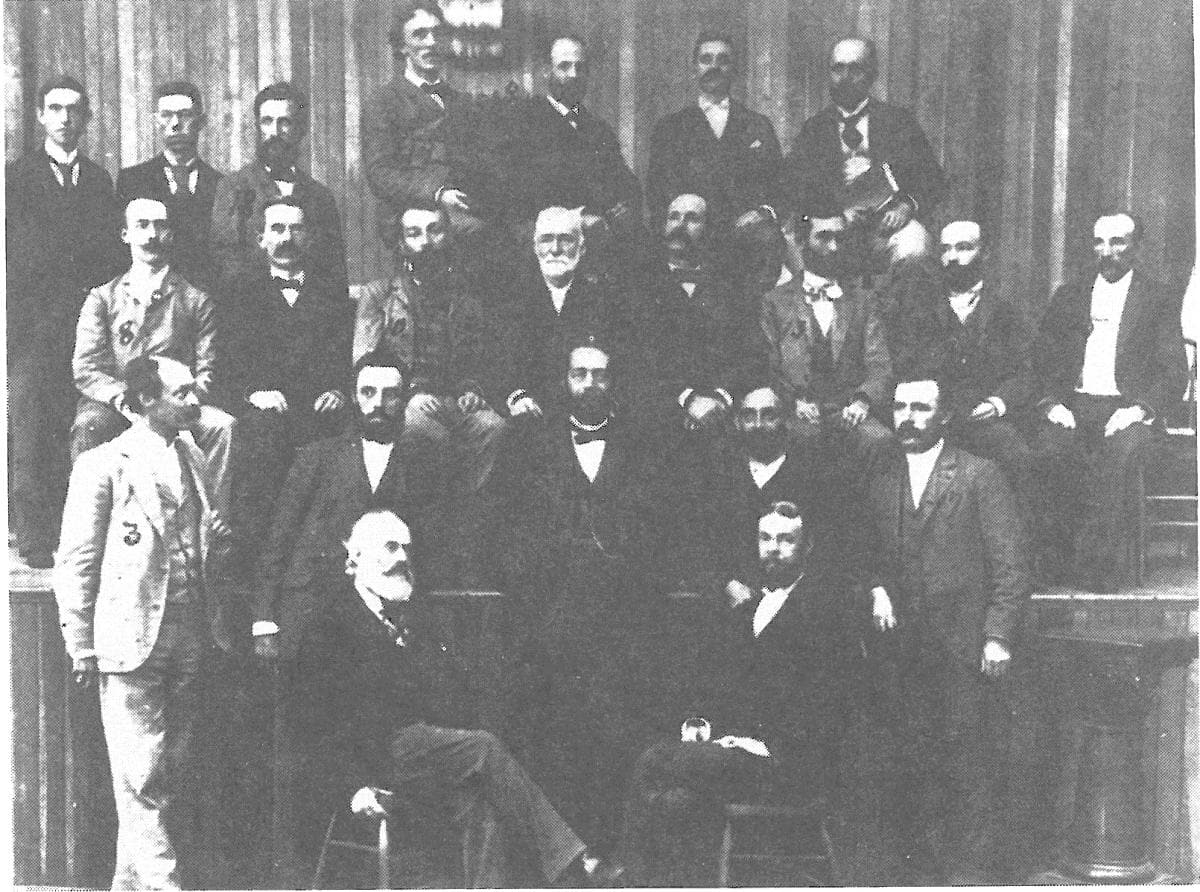
Congrès international des mathématiciens de 1893.

- 28 août - 9 septembre : le cycle de conférences de Felix Klein à l'université Northwestern (Evanston Colloquium) préfigure les Congrès internationaux des mathématiciens[1].

- Le mathématicien allemand Heinrich Weber réalise une synthèse de la théorie de Galois qui devient identifiée à celle des corps[2].
- Le mathématicien britannique James Joseph Sylvester pose le théorème de Sylvester-Gallai démontré par Tibor Gallai en 1944[3].

## Publications
- T. Sundara Row : Geometrical exercises in paper folding (mathématiques des origamis).

## Naissances
- 2 février : Cornelius Lanczos (mort en 1974), mathématicien et physicien hongrois.
- 3 février : Gaston Julia (mort en 1978), mathématicien français.
- 3 mai : Dorothy Walcott Weeks (morte en 1990), mathématicienne et physicienne américaine.
- 22 mai : Bronisław Knaster (mort en 1980), mathématicien polonais.
- 29 mai : Charles Loewner (mort en 1968), mathématicien américain d'origine tchèque.
- 11 juin : Karl Weissenberg (mort en 1976), mathématicien et physicien autrichien.
- 3 juillet : Gabriel de Champeaux de La Boulaye (mort en 1967), militaire et mathématicien français.
- 4 août : Francis Dominic Murnaghan (mort en 1976), mathématicien irlandais.
- 19 août : Kalle Väisälä (mort en 1968), mathématicien finlandais.
- 8 septembre : Chen Jiangong (mort en 1971), mathématicien chinois.
- 25 septembre :
  - Harald Cramér (mort en 1985), mathématicien et statisticien suédois.
  - Alexander Ostrowski (mort en 1986), mathématicien ukrainien.
- 28 septembre : Hilda Geiringer (morte en 1973), mathématicienne autrichienne.
- 13 octobre : Kurt Reidemeister (mort en 1971), mathématicien allemand.
- 20 octobre : Xiong Qinglai (mort en 1969), mathématicien chinois.
- 20 novembre : André Bloch (mort en 1948), mathématicien français.
- 16 décembre : Kurt Heegner (mort en 1965), mathématicien, physicien et ingénieur allemand.
- 17 décembre : Petre Sergescu (mort en 1954), mathématicien et historien de l'art roumain.

## Décès

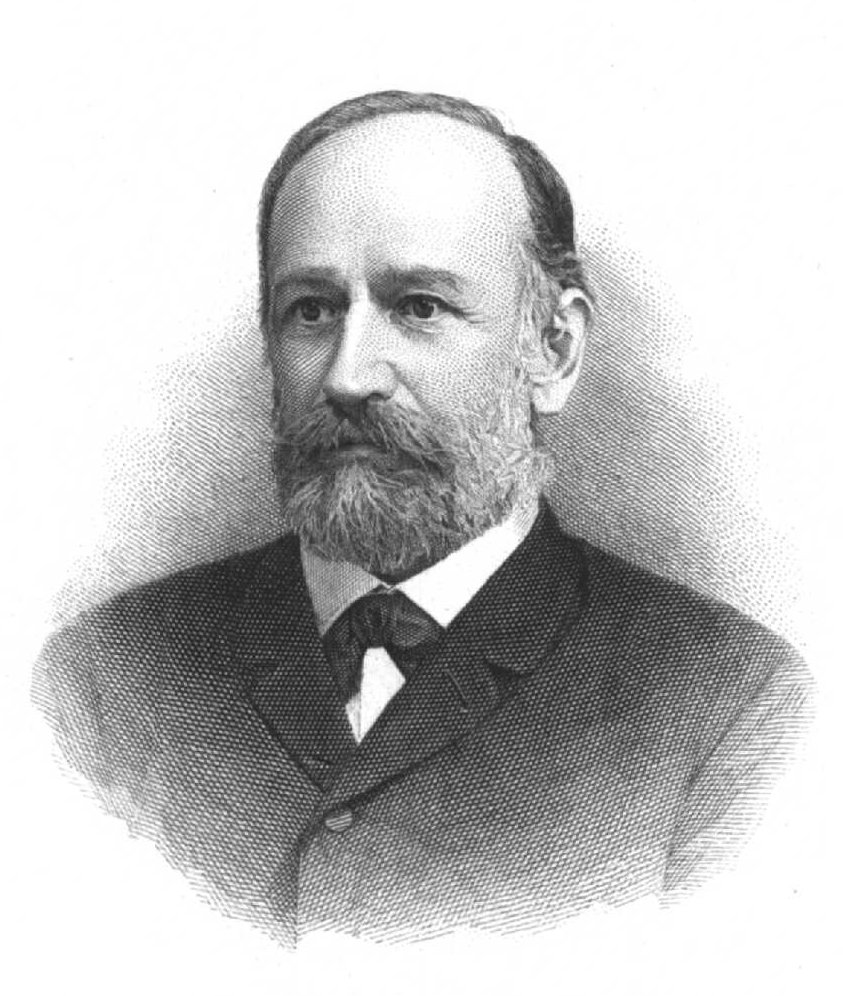
Joseph Stefan

- 7 janvier : Joseph Stefan (né en 1835), physicien et mathématicien slovène.
- 19 avril : Heinrich Durège (né en 1821), mathématicien allemand.
- 14 mai : Ernst Kummer (né en 1810), mathématicien allemand.
- 13 septembre : Albert Ribaucour (né en 1845), ingénieur civil et mathématicien français.
- 25 novembre : Johann Bauschinger (né en 1834), mathématicien allemand.